# AK-725
AK-725（ロシア語: АК-725）は、ソビエト連邦が開発した艦砲。ZIF-3157mm連装砲の後継として、1950年代から開発された。

## 概要
1950年代のソ連艦に装備されていたZIF-31の後継となる艦砲で、開発は1956年11月から始まり、1961年から量産を開始、1964年7月に初号機がソ連海軍に納入された。
甲板下の給弾庫から砲塔までのすべての操作が自動化された全自動砲で、MR-103 バルス（NATO名：マス・コブ）またはMR-123 ヴィンペル（NATO名：バス・ティルト）射撃指揮装置とセットで運用される。砲身は水冷式の2連装で、給弾はベルト式である。
1134型（クレスタI型）ミサイル巡洋艦や1123型（モスクワ級）対潜巡洋艦のような大型艦から、1124型（グリシャ型）小型対潜艦や1234型（ナヌチュカ型）小型ミサイル艦の初期型のような小型艦まで、各種の艦艇に装備された。しかし、故障が多く砲術関係者を悩ませたうえ、戦闘価値も極めて低かったと評されている。1987年には、訓練用ミサイルに誤ってロックオンされたソ連海軍の小型ミサイル艦が本砲で対空射撃を行ったものの、ミサイルを撃墜することができずに被弾、乗員39名が死亡するという事故も起きている。

## 搭載艦艇
ソビエト連邦海軍/ ロシア海軍
- モスクワ級ヘリコプター巡洋艦（1123型対潜巡洋艦）
- クレスタI型巡洋艦（1134型ミサイル巡洋艦）
- クレスタII型巡洋艦（1134-A型大型対潜艦）
- グリシャ型コルベット（1124型小型対潜艦）
- ナヌチュカ型コルベット（1234型小型ミサイル艦）※1234.1型はAK-176に換装。
  - ドゥルグ級コルベット
- ポチ型コルベット（204型小型対潜艦）
- タピール級揚陸艦（1171型大型揚陸艦）
- ロプーチャ級揚陸艦（775型大型揚陸艦）※改良型の775-II型はAK-176に換装。
- ベレジナ (補給艦)（1833型統合補給艦）
- ボリス・チリキン級補給艦（1559-B型タンカー）
- ウーグラ級潜水母艦（ロシア語版、英語版）（1886型潜水母艦）

 人民海軍/ インドネシア海軍
- パルヒム型コルベット（133型小型対潜艦）